# Frangelico

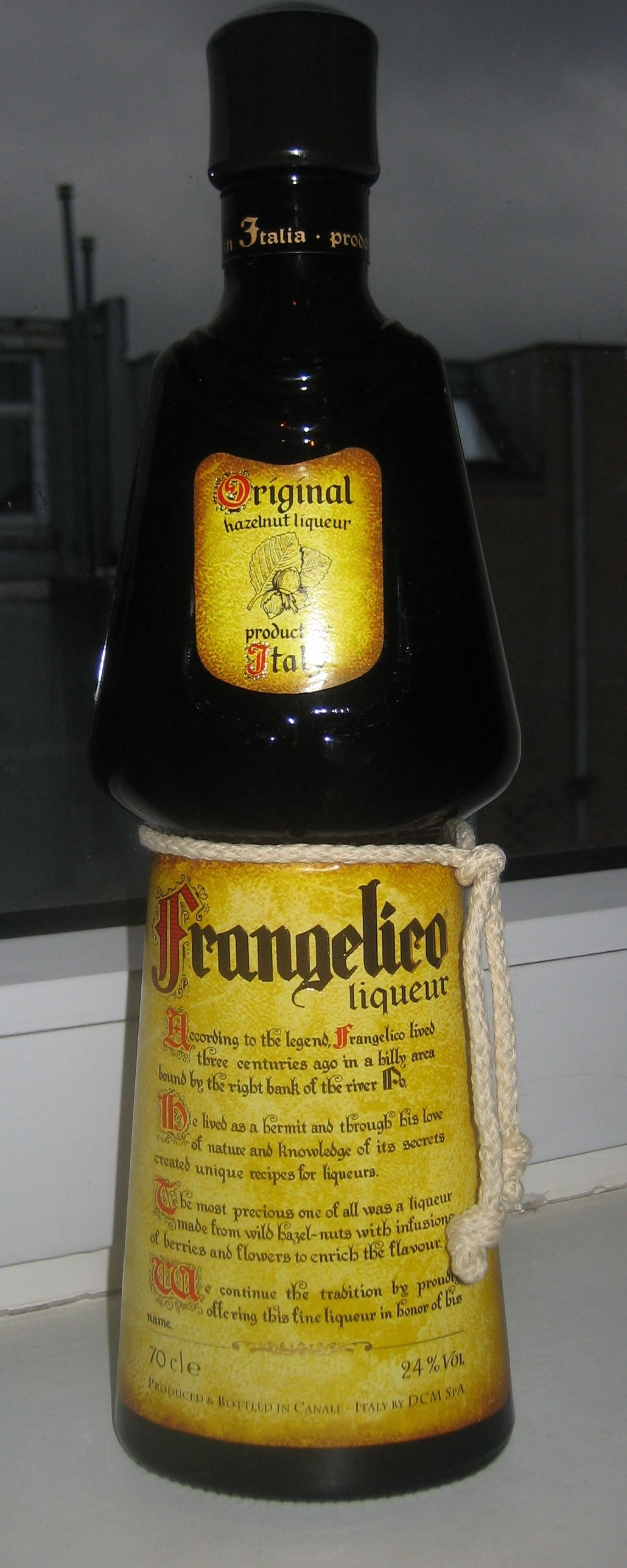
Butelka Frangelico

Frangelico – likier orzechowy z Włoch. Jest produkowany z orzechów laskowych, z dodatkiem ziół i jagód oraz kakao i wanilii. Zawiera 20-24% alkoholu. Napój jest barwiony karmelem. Charakterystyczna butelka przepasana sznurem kształtem nawiązuje do postaci mnicha.